# Port lotniczy Lublin
Port lotniczy Lublin (ang. Lublin Airport, kod IATA: LUZ, kod ICAO: EPLB) – międzynarodowy port lotniczy położony 10 km na wschód od centrum Lublina. Port obsługuje głównie aglomerację lubelską. Port zarządzany jest przez spółkę Port Lotniczy Lublin S.A. W 2024 r. lubelski port lotniczy z liczbą obsłużonych pasażerów na poziomie 425 811 uplasował się na 11 miejscu wśród lotnisk w Polsce.
Budowa komunikacyjnego portu lotniczego w tym miejscu otrzymała fundusze Komisji Europejskiej i rozpoczęła się jesienią 2010 roku, a została ukończona pod koniec roku 2012. Od 13 grudnia 2012 Port lotniczy Lublin jest widoczny w serwisie Flightradar24. Terminal Portu zdobył pierwsze miejsce w konkursie na Ulubieńca Polski w latach 2000–2012 w plebiscycie Życie w Architekturze (projekt ARE sp. z o.o. arch. Jakub Wacławek, arch. Grzegorz Stiasny, arch. Adam Kluczek).

## Lokalizacja
Port lotniczy znajduje się 10 km na wschód od centrum Lublina. Leży w gminach Mełgiew, Wólka i w mieście Świdnik - 2,5 km od centrum miasta. Około 8 km od terminala jest węzeł na  drodze ekspresowej S12/S17.
W jego pobliżu znajduje się trawiaste lotnisko Świdnik użytkowane przez Aeroklub Świdnik oraz przyfabryczne lądowisko obsługujące wytwórnię śmigłowców PZL Świdnik.

## Historia

### Lotnisko przedwojenne i szkoła pilotów

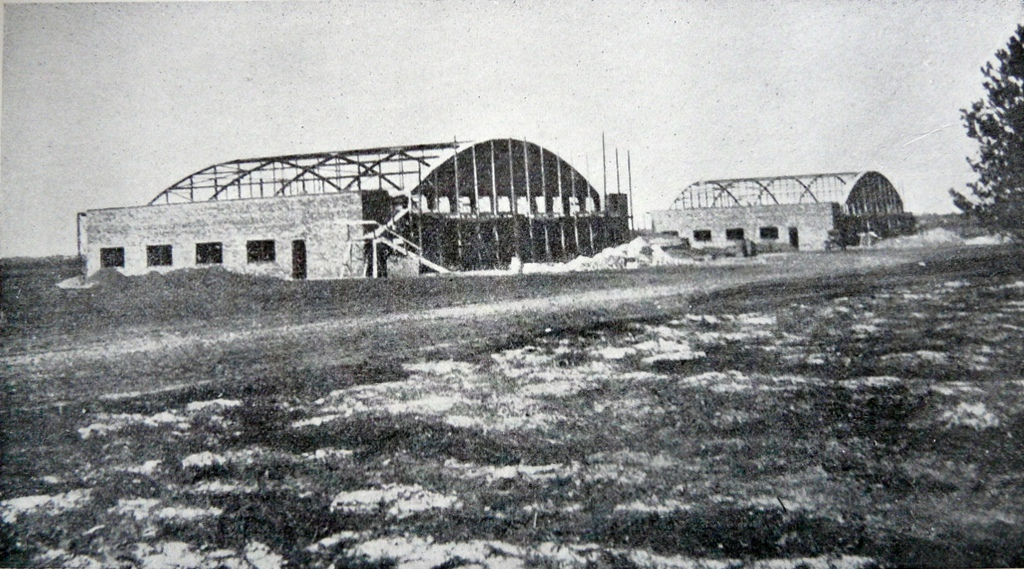
Dawna szkoła pilotów L.O.P.P. w budowie

Ze względu na potrzebę rozwoju lotnictwa na tym terenie, w roku 1934 zapadła decyzja o budowie lotniska w Świdniku. Stało się to po zwycięstwie kpt. pil. Jerzego Bajana w Challenge 1934 na samolocie RWD-9 kupionym ze składek zebranych przez mieszkańców Lubelszczyzny. W roku 1935 rozpoczęto budowę lotniska, które miało zajmować powierzchnię 146 ha. W tym celu sprowadzono mieszkańców wsi z Wołynia, którzy przy użyciu koni zniwelowali teren pod przyszłe lotnisko. Inwestycję sfinansował w całości Zarząd Główny Ligi Obrony Powietrznej i Przeciwgazowej (LOPP). Jesienią 1937 roku rozpoczęto budowę dwóch hangarów, obiektów technicznych z podziemną bazą paliwową i budynku administracyjno-internatowego, gdyż w założeniu w Świdniku miała powstać cywilna szkoła pilotów LOPP.

Aby zintensyfikować tempo szkolenia lotniczego podjęto decyzję o budowie nowej szkoły lotniczej. Jej fundatorami zostali wcześniej deklarujący się pracownicy Komunalnych Kas Oszczędnościowych, którzy zrzeszając się w specjalnym komitecie przekazali kwotę 500 000 zł na budowę szkoły i lotniska. Zgodnie z dyrektywą Dowództwa Lotnictwa zdecydowano o lokalizacji w Świdniku pod Lublinem. Nadano jej imię Marszałka Śmigłego-Rydza.

4 czerwca 1939 roku podczas Dni Lublina, Zamościa i Lubelszczyzny Naczelny Wódz marszałek Edward Śmigły-Rydz przybył na otwarcie i poświęcenie szkoły pilotów LOPP, ufundowanej przez pracowników KKO z całej Polski. Na lotnisku stawili się także: generał Schally i major Hartman, minister komunikacji pułkownik Ulrych, wiceministrowie Korsak i Piasecki, wojewoda lubelski de Tramecourt, prezes zarządu głównego LOPP generał broni inż. Leon Berbecki, dowódca Okręgu Korpusu Nr II generał Smorawiński, przedstawiciele zarządu Lublina, KKO, związków, instytucji i organizacji społecznych.
Trzy miesiące później, po wybuchu II wojny światowej, szkoła została zbombardowana przez Luftwaffe w ramach działań wojennych. W okresie przypadającym na okupację Lublina lotnisko oraz jego infrastruktura były wykorzystywane do lipca 1944 roku. W przeddzień wkroczenia Armii Czerwonej na te tereny budynek szkoły oraz znajdujące się w pobliżu hangary zostały przez Niemców wysadzone w powietrze.

### Czasy powojenne
Ze względu na lotniczą przeszłość Świdnika powojenne Ministerstwo Przemysłu i Handlu zdecydowało się na budowę w tym miejscu zakładu przemysłowego i przyfabrycznego osiedla. Lotnisko wykorzystywane było przez zakład WSK „PZL-Świdnik” oraz powstały w 1953 Aeroklub Robotniczy w Świdniku. Pierwszy śmigłowiec Mi-1 wystartował z fabrycznego lotniska latem 1956 roku. W kolejnych latach produkowano tu Mi-2, PZL Kania, PZL Sokół, PZL SW-4 oraz szybowce SZD-30 Pirat, PW-5 i PW-6. Rozgrywane są na nim Zawody w Akrobacji Samolotowej im. Janusza Kasperka oraz Lubelskie Zimowe Zawody Samolotowe, o przedwojennej tradycji, jedyne na świecie zimowe zawody samolotowe.

### Decyzja o lokalizacji

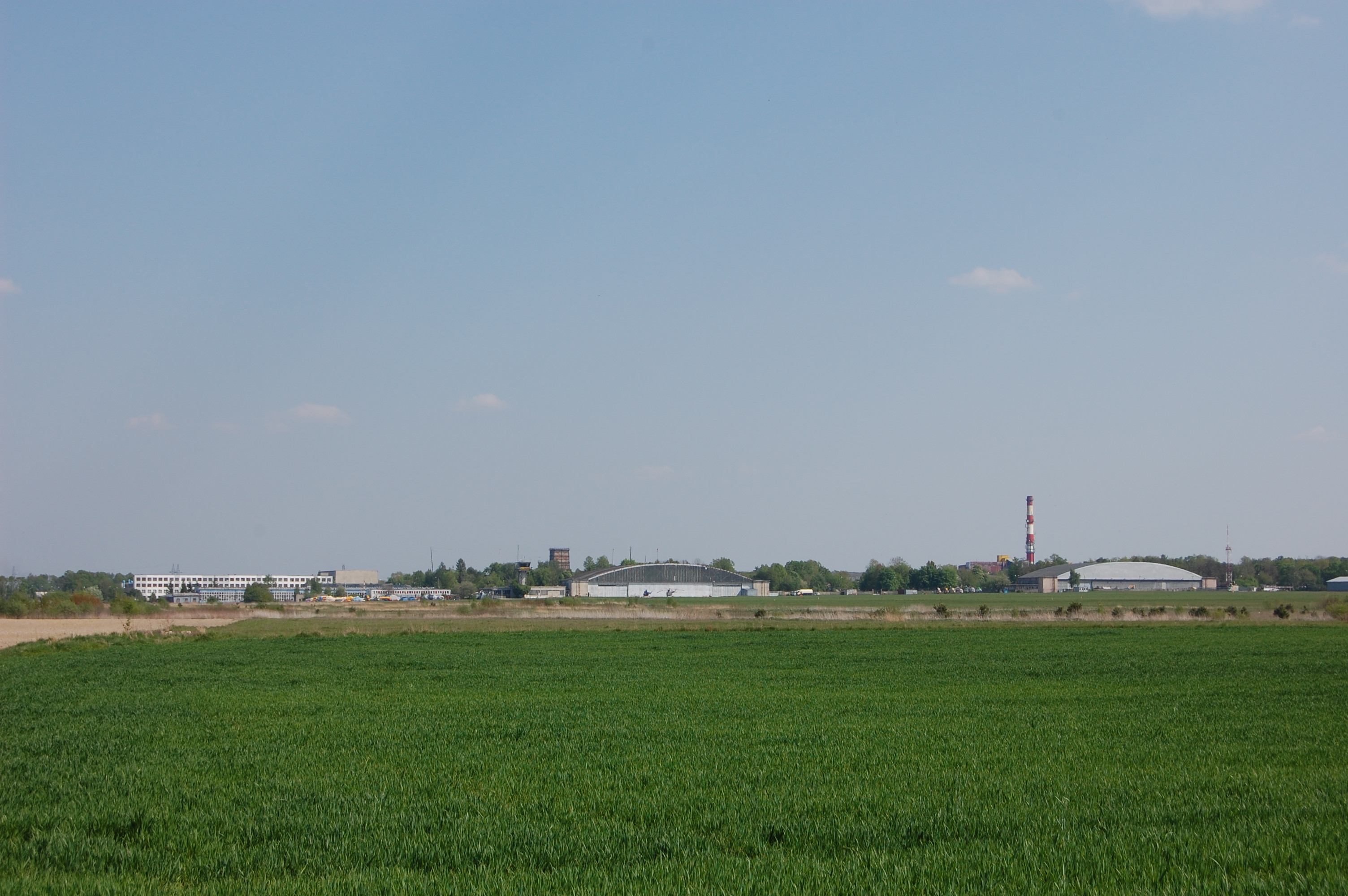
Trawiasty pas startowy w 2009

Po wieloletnich staraniach na rzecz budowy lotniska dla Lublina w Świdniku oraz po kontrowersyjnej rezygnacji władz województwa z perspektywicznej (teoretycznie o większych możliwościach rozbudowy, ale położonej w znacznej odległości od Lublina, bez dobrej infrastruktury drogowej i kolejowej) lokalizacji lotniska w Niedźwiadzie 21 grudnia 2007 prezes Urzędu Lotnictwa Cywilnego RP podpisał promesę zezwolenia na utworzenie lotniska komunikacyjnego w Świdniku. W marcu 2008 roku Port Lotniczy Lublin S.A. kupił pierwszą nieruchomość w gminie Wólka pod budowę regionalnego lotniska cywilnego, a w maju głoszono konkurs na wykonanie koncepcji architektoniczno-urbanistycznej aeroportu.
Przewidywano, że lotnisko z infrastrukturą miało kosztować pół miliarda złotych. W czerwcu 2008 Komisja Europejska zgodziła się na przeznaczenie 296,6 mln zł ze środków publicznych na budowę lotniska. Oprócz unijnych środków na rozwój regionalny przekazano środki z budżetu państwa i funduszy samorządów. Udział własny portu lotniczego wynosił 24% kosztów inwestycji, a pomoc państwa przeznaczono na zakup terenu pod lotnisko, budowę terminalu, pasa startowego i dróg kołowania samolotów. W budżecie województwa lubelskiego na rok 2009 przeznaczono na ten cel 12 mln zł, a w następnych latach lubelski ratusz przekazywał na budowę lotniska po 15 mln zł rocznie. W połowie 2009 ogłoszono przetarg na budowę lotniska w Świdniku.
Planowano, że port lotniczy będzie pośrednim lub celowym miejscem ruchu samolotów. Ponadto zakładano możliwość dokonywania załadunku i rozładunku przewożonych towarów, załogi lub pasażerów. Prognoza ruchu lotniczego dla aeroportu w Świdniku zakładała 500 tys. pasażerów w pierwszym roku funkcjonowania lotniska, około 1 mln w prognozie sięgającej 2016 roku i około 2,4 mln pod koniec 2035 roku. Według brytyjskiego przedsiębiorstwa ASM, które przygotowało prognozę ruchu lotniczego, pracę w porcie na początku jego istnienia miało znaleźć około 200 osób. Lubelskie kuratorium oświaty planowało w związku z tym otworzyć w szkołach zawodowych nowe kierunki, m.in. związane z obsługą ruchu lotniczego, których absolwenci mieliby szansę pracować w świdnickim porcie lotniczym.
Planowana rozbudowa lotniska zagrażała susłom perełkowanym, których największa kolonia (ok. 11 tys. osobników) znajdowała się na trawiastym terenie lotniska. Dzięki porozumieniu ekologów i władz lokalnych przesunięto lokalizację pasa startowego w kierunku Janowic w Gminie Mełgiew i Świdnika Dużego w Gminie Wólka. Kolonia susłów została zaś objęta dodatkową ochroną – w tym celu została powołana Fundacja Ochrony Susła Perełkowanego. Miejsce ich zamieszkania ogrodzono tak, żeby nie zagrażały im okoliczne zwierzęta domowe.

### Projekt lotniska

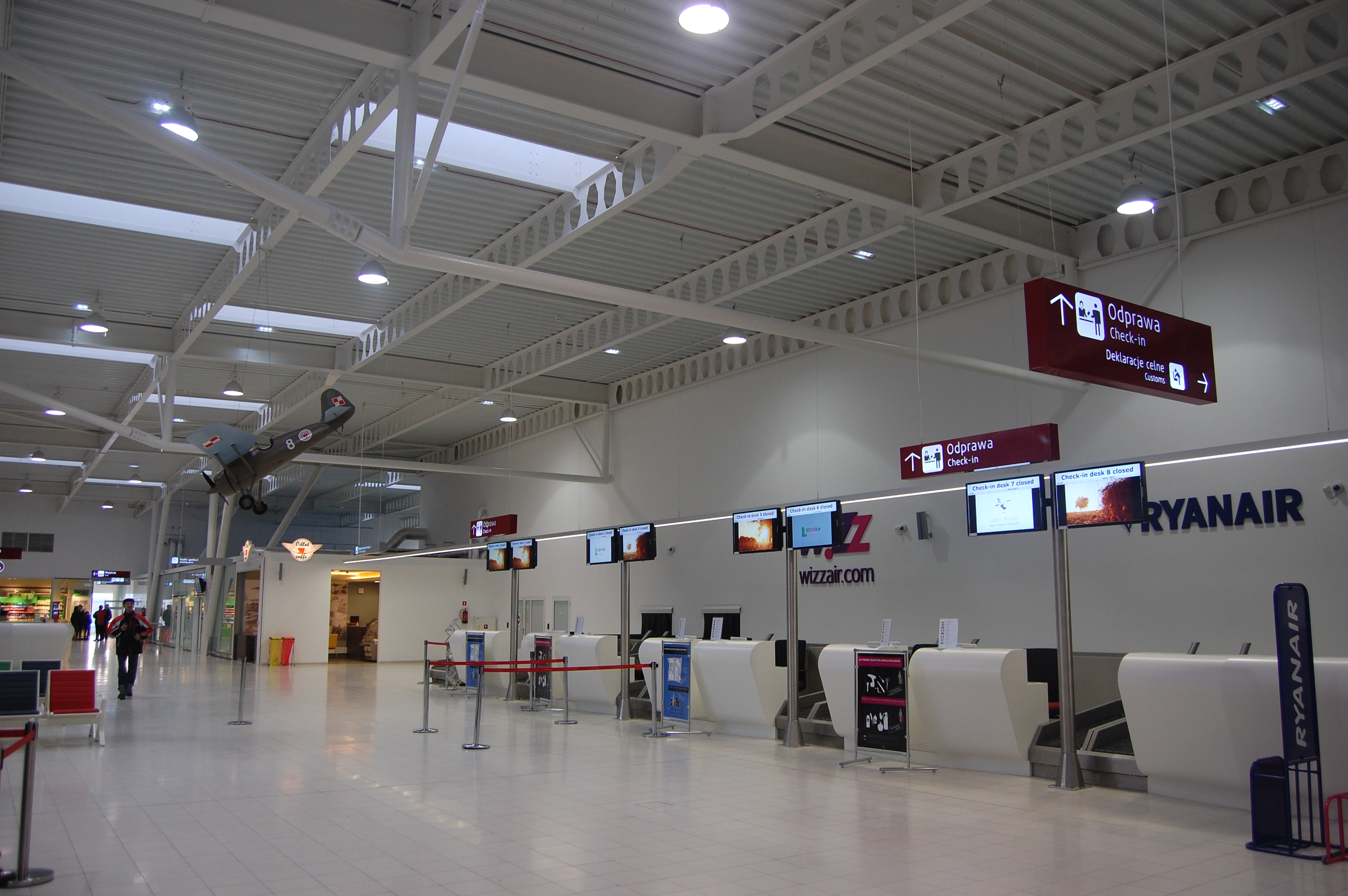
Wnętrze terminala

W 2008 zadecydowano, że port lotniczy Lublin-Świdnik zostanie wybudowany według projektu polsko-hiszpańskiego konsorcjum Sener-ARE Stiasny/Wacławek-Polconsult. Sąd konkursowy, któremu przewodniczył architekt Stefan Kuryłowicz, ogłosił decyzję w lubelskim Trybunale Koronnym. Odczytując wyniki sąd stwierdził, że będzie to najpiękniejsze lotnisko w Europie. Docenił projekt za sprawne połączenie terminalu z zabudową portową – spalinowe zespoły trakcyjne miały wjeżdżać wprost do terminalu lotniska.
W 2009 Sener zajęło się przygotowaniem dokumentacji, ARE Stiasny/Wacławek zaprojektowało terminal i pozostałe budynki, a Polconsult – płytę lotniska i pas startowy. Konsorcjum dostało 11 mln 610 tys. zł za projekt, a dodatkowy 1 mln 290 tys. zł został przeznaczony na nadzór autorski.
Zgodnie z projektem powstała duża biała hala lotniska (według pierwotnego planu 160 m długości) ze świetlikami w dachu. Projekt przewidywał, że wewnątrz terminalu znajdzie się (z możliwością zwiększenia liczby punktów odpraw) dziewięć stanowisk do odpraw klasy ekonomicznej, trzy dla biznesowej i osobna strefa VIP, a także trzy taśmociągi do wydawania bagażu. Projekt dał możliwość przedzielenia hali ruchomą szklaną ścianą na część dla obywateli strefy Schengen i dla reszty pasażerów. Na piętrze umieszczono antresolę z miejscem na kawiarnię i restaurację – miejsce jest jednocześnie punktem widokowym na płytę lotniska i halę główną. W podziemiach zaplanowano budowę magazynów, pomieszczeń technicznych i urządzeń obsługujących wydawanie i przewożenie bagażu. W roku 2011 zdecydowano o zmniejszeniu terminala lubelskiego lotniska z 24 tys. do 11 tys. m². Zmniejszenie budynków wymusili eksperci unijni.

### Budowa

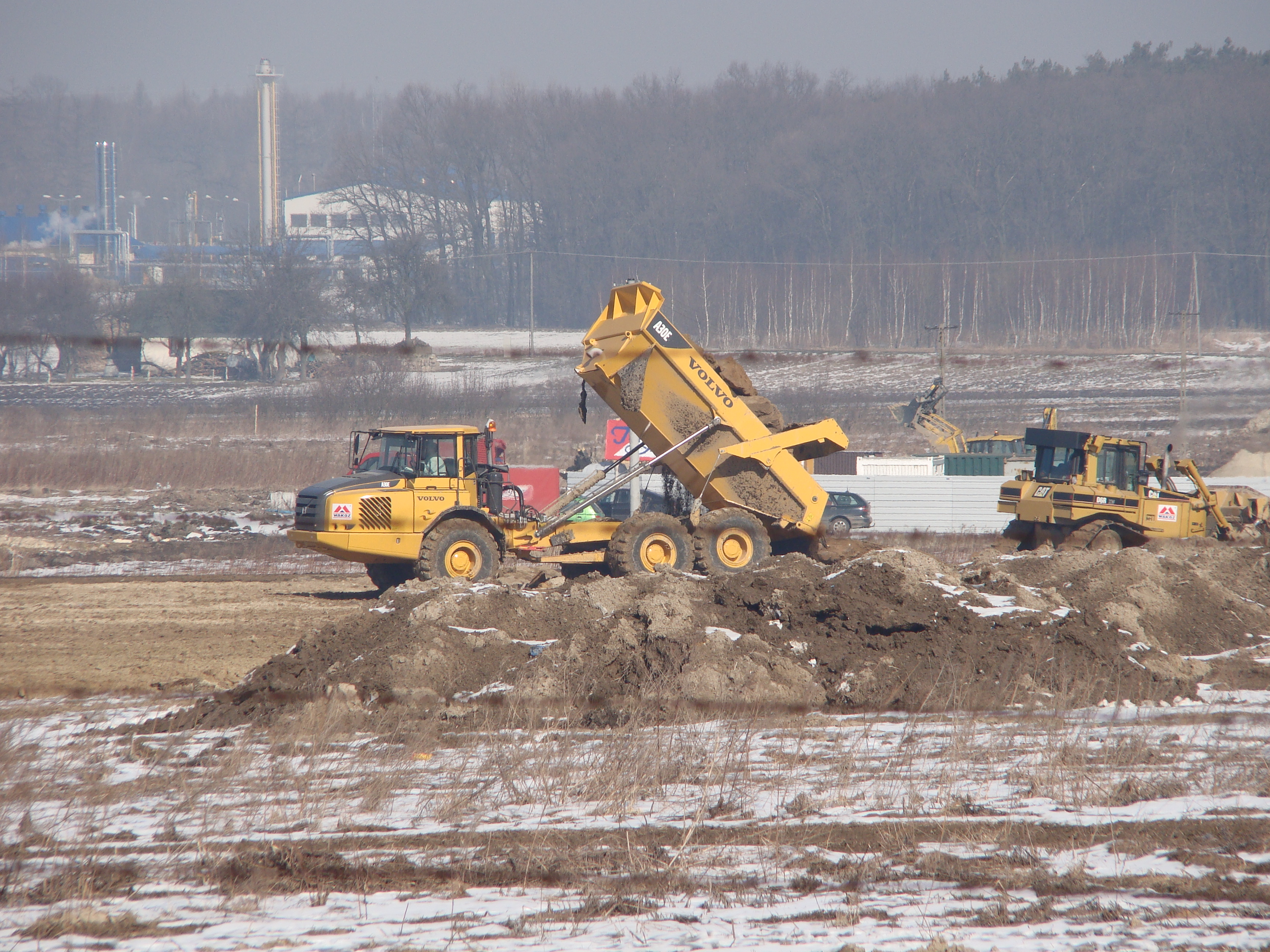
Prace budowlane na lotnisku, marzec 2011

Jesienią 2008 rozpoczęło się wyburzanie zabudowań na terenie cywilnego portu lotniczego w Gminach Mełgiew i Wólka, koniec prac przewidziano na wiosnę 2009. Na ich miejscu znalazł się pas startowy lotniska. Trzeba było wyburzyć 15 domów i wyciąć las na powierzchni ponad stu hektarów. Budowa lotniska wymagała także przeniesienia cmentarza wojennego z I wojny światowej.
W 2009 do Urzędu Marszałkowskiego w Lublinie wpłynęła decyzja ministra zezwalająca na wycięcie 142 hektarów tzw. lasu szpitalnego wokół przyszłego lotniska. Spółka Port Lotniczy Lublin musiałaby zapłacić za to ok. 100 mln złotych, ale dopiero po tym, jak zakończyłyby się procedury wylesiania gruntów. Dzięki przepisom w specustawie lotniskowej nie trzeba było płacić za wycięcie. Z tak uzyskanych gruntów 118 hektarów przeznaczono na pas startowy i budynki infrastruktury lotniskowej, a na 23 hektarach powstały drogi dojazdowe. Kolejne 125 ha gruntów położonych w Świdniku lubelski ratusz wniósł do spółki Port Lotniczy Lublin. Wartość ziemi sięgnęła 33 mln zł, co oznaczało, że miasto objęło ponad 70 procent akcji w przedsięwzięciu. Przekazane parcele samorząd Lublina odkupił w ostatnich latach od banku Pekao oraz prywatnych właścicieli – powstało na nich zielone lotnisko, a część gruntów trafiła w ręce Polskiej Agencji Żeglugi Powietrznej.
W 2010 wojewoda lubelska podpisała zgodę na wybudowanie lotniska, potwierdzając jednocześnie, że inwestycja zostanie zakończona wiosną 2012. Dokument ten zatwierdził projekt budowlany, dokonał podziału nieruchomości, zezwolił na pełną wycinkę lasu i umożliwił rozpoczęcie budowy portu lotniczego. Marszałek województwa potwierdził też wcześniejsze rozstrzygnięcie pierwszych przetargów na budowę.
Budowa lubelskiego portu lotniczego rozpoczęła się jesienią 2010. Rok później ukończono płytę postoju samolotów. Wtedy też przetarg na budowę terminala wygrało przedsiębiorstwo Budimex. Zgodnie z ustaleniami miało ono postawić budynek w dziewięć miesięcy, a za pracę otrzymać blisko 67 milionów złotych. W ramach tych prac miał powstać także budynek lotniskowej straży pożarnej oraz budynek techniczny. Budimex rozpoczął prace jesienią 2011.

### Początek działalności

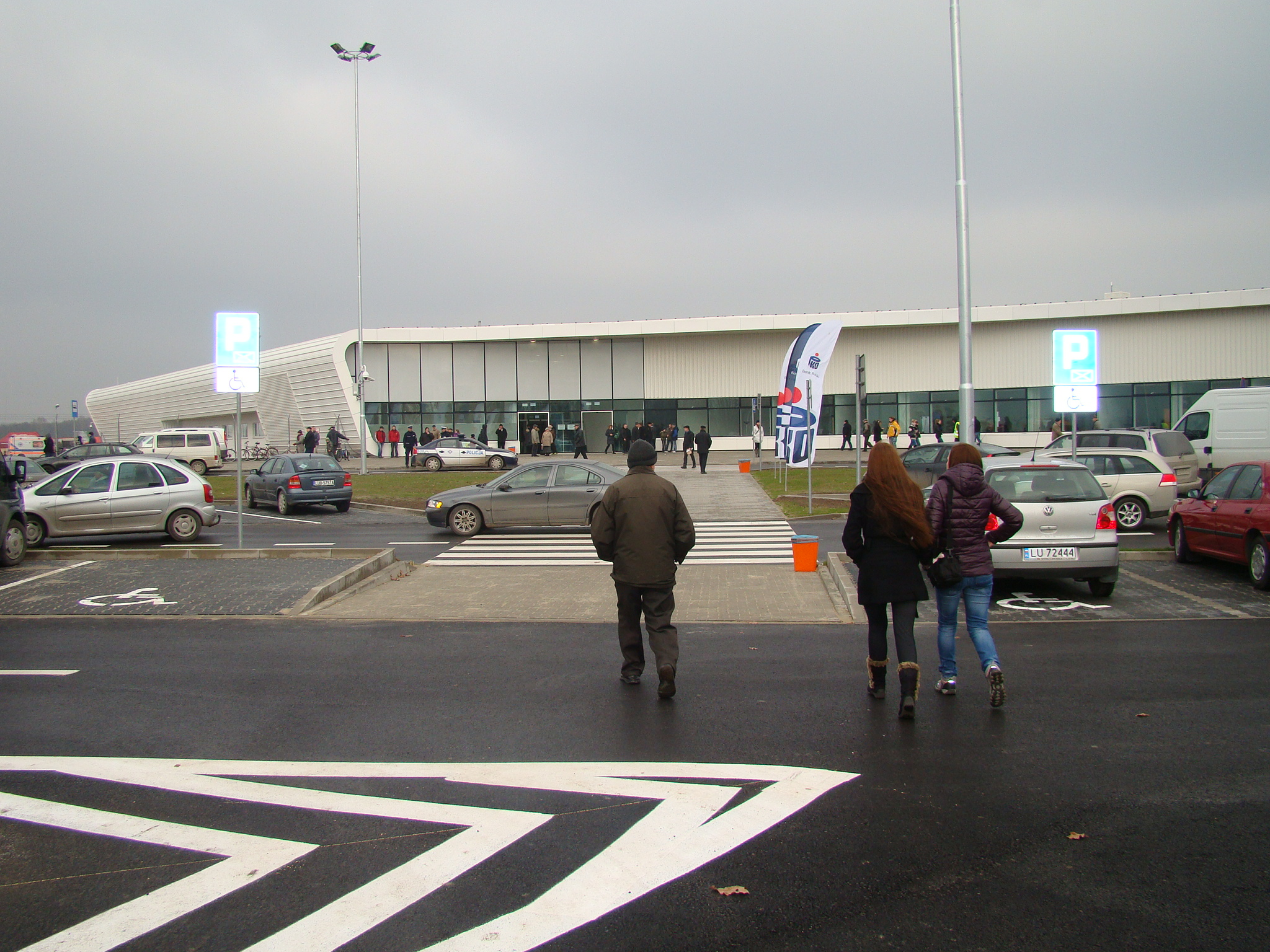
Dzień otwarty w Porcie lotniczym Lublin

1 grudnia 2012 odbył się „dzień otwarty”. Według wstępnych szacunków port odwiedziło ok. 20 tys. ludzi. Pierwszy lot odbył się 17 grudnia 2012 roku o godz. 7:56 i był to An-26 przedsiębiorstwa lotniczego EXIN Sp. z o.o. z Lublina. Tego dnia Ryanair uruchomił połączenie do Londynu i Dublina. Pierwszy samolot z pasażerami wylądował tego samego dnia o godzinie 9:00. Był to rejs czarterowy z gośćmi zaproszonymi przez władze PLL. 17 grudnia 2012 roku, o godzinie 13:25, wylądował samolot Boeing 737-800. Był to lot z londyńskiego lotniska Stansted, wykonywany przez Ryanair. 18 grudnia 2012 rozpoczęły kursowanie samoloty linii WizzAir do Oslo i Londynu.
W ciągu pierwszego roku działalności port obsłużył ponad 188 tysięcy pasażerów. Nie udało się osiągnąć planowanych przez zarząd portu 300 tysięcy pasażerów. W 2013 oddano do użytku docelową wieżę kontroli lotów, w tym roku zaczął też działać system ILS I kategorii. Uruchomienie systemu ILS II kategorii nastąpiło w 2016.
W 2016 zakończyły się prace nad budową terminalu cargo, którego obsługę powierzono włoskiemu przedsiębiorstwu Xpress Handling. Po zachodniej stronie terminalu pasażerskiego powstał budynek służący do kontroli, odprawy celnej oraz przygotowania towarów do transportu. Na wielkość infrastruktury cargo ma wpływ bliskie położenie dużych parków przemysłowych i produkcyjnych.

## Kierunki lotów i linie lotnicze
| Linia lotnicza | Kierunek                                                                    |
| -------------- | --------------------------------------------------------------------------- |
| LOT            | 1. Warszawa                                                                 |
| Wizz Air       | 1. Londyn-Luton Sezonowo: 1. Burgas 2. Split                                |
| Aeroitalia     | 1. Rzym-Fiumicino                                                           |
| Ryanair        | 1. Dublin 2. Londyn-Luton 3. Mediolan Bergamo 4. Girona Sezonowo: 1. Gdańsk |

W 2025 roku w sezonie letnim z lotniska w Lublinie są realizowane również połączenia czarterowe do tureckiej Antalyi, Monastyru w Tunezji, Heraklionu na Krecie i Hurghady w Egipcie.

## Statystyki ruchu
Zobacz zapytanie i odniesienia źródłowe Wikidata o wartości.
|      | W danym roku | W danym roku      | Narastająco | Narastająco       |
| Rok  | Pasażerowie  | Operacje lotnicze | Pasażerowie | Operacje lotnicze |
| 2012 | 5 702        | 50                | 5 702       | 50                |
| 2013 | 189 762      | 2286              | 195 464     | 2336              |
| 2014 | 187 595      | 3254              | 383 059     | 5590              |
| 2015 | 265 021      | 3732              | 648 080     | 9322              |
| 2016 | 377 606      | 4234              | 1 025 686   | 13556             |
| 2017 | 430 346      | 4980              | 1 456 032   | 18536             |
| 2018 | 455 188      | 5283              | 1 911 220   | 23819             |
| 2019 | 357 366      | 4389              | 2 268 586   | 28208             |
| 2020 | 124 199      | 2285              | 2 392 785   | 30493             |
| 2021 | 108 117      | 2964              | 2 500 902   | 33457             |
| 2022 | 330 064      | 4191              | 2 830 966   | 37648             |
| 2023 | 398 785      | 3730              | 3 229 751   | 41378             |
| 2024 | 425 811      | 4800              | 3 655 562   | 46178             |

W kwietniu 2016 po raz pierwszy miesięczna liczba pasażerów przekroczyła 30 tys., a w sierpniu tego roku – 40 tys. Rekord operacji lotniczych padł w maju 2016 i wyniósł 491, a rekord obsłużonych pasażerów padł w sierpniu 2016 i wyniósł ponad 40,4 tys. Władze lotniska przewidywały, że na koniec 2016 liczba obsłużonych pasażerów wyniesie 410–440 tys., w tym 300 tys. pasażerów Wizz Air.

## Struktura własności
Spółkę akcyjną Port Lotniczy Lublin tworzy czterech akcjonariuszy. W jej skład wchodzą samorządy miast Lublina (60,1955% udziałów) i Świdnika (5,5440%), województwa lubelskiego (34,2513%) i powiatu Świdnik (0,0093%).

## Dojazd

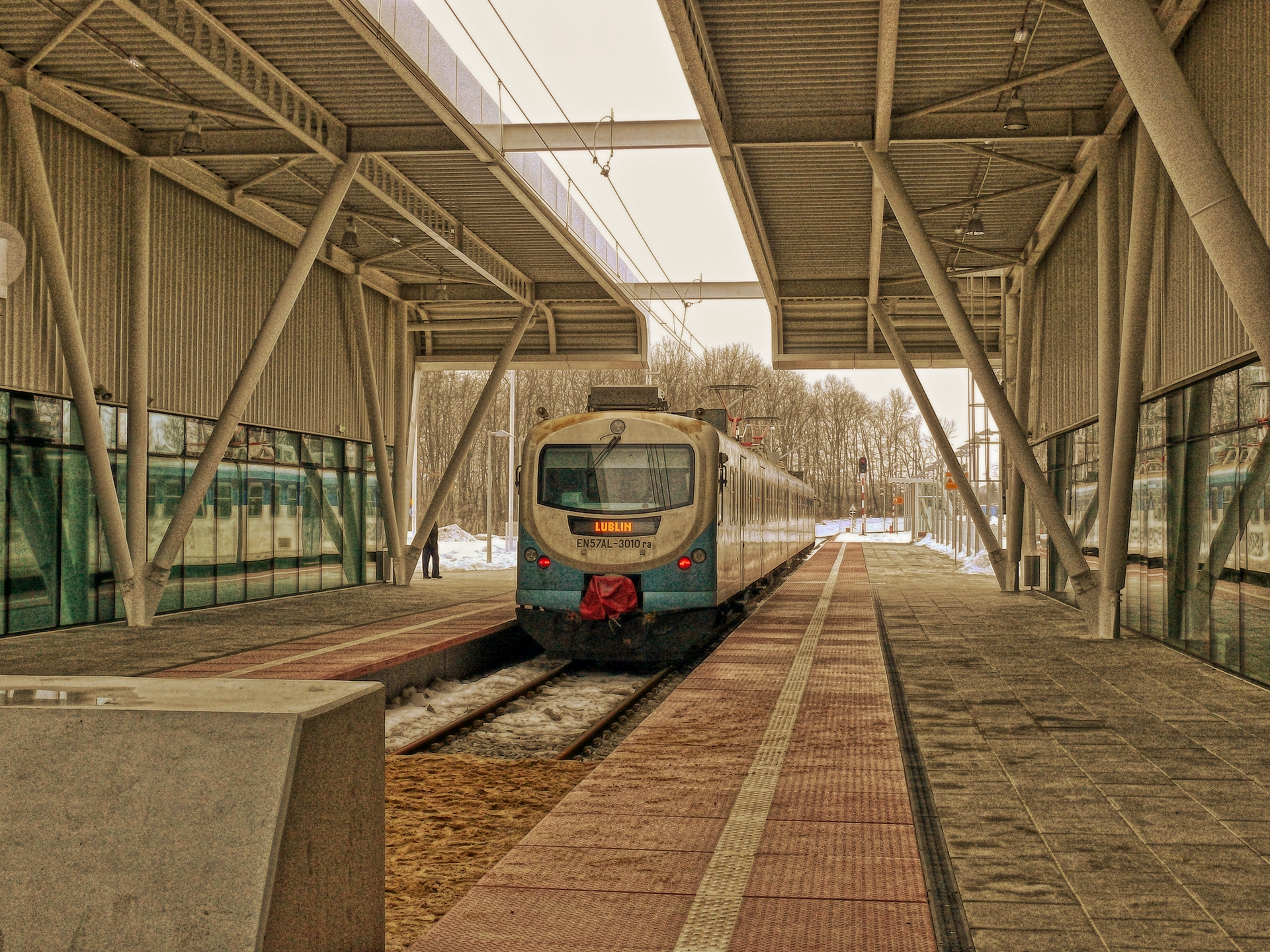
EN57 na stacji Lublin Airport

Aby umożliwić klientom portu lotniczego sprawny dojazd, zbudowano ulicę Jana III Sobieskiego połączoną z istniejącą infrastrukturą drogową. Zmodernizowano oraz przebudowano także inne ulice, m.in. zmieniono przebieg ulicy Mełgiewskiej.
Ponadto na potrzeby lotniska wybudowano nową zelektryfikowaną linię kolejową nr 581 łącząca stację Świdnik Miasto z przystankiem Lublin Airport przylegającą do terminala. Podróż pociągiem z dworca Lublin Główny na lotnisko trwa 15 minut.
Wokół aeroportu znajdują się cztery ronda, estakady nad torami kolejowymi i wiadukty nad al. Lotników Polskich w Świdniku. Ulica Żwirki i Wigury jest czteropasmowa, a z każdej z ulic jest zapewniony łatwy dojazd do drogi ekspresowej S12/S17. Bezpośrednio z terminala lotniska prowadzi do niej droga wojewódzka nr 822, którą później dochodzi do centrum Lublina. Z Mełgwi ulicą Lubelską dojeżdża do terminala autobus linii nr 5 komunikacji miejskiej.

## Plany na przyszłość
W 2016 Polska Agencja Żeglugi Powietrznej zapowiedziała budowę nowej wieży kontroli lotów. W 2017 w związku z rosnącą liczbą pasażerów Port Lotniczy Lublin ogłosił plan rozbudowy terminalu pasażerskiego o 1,8 tys. metrów kw. Termin realizacji to początek rozpoczęcia sezonu letniego 2018. W bezpośrednim sąsiedztwie Portu Lotniczego powstaje baza Lotniczego Pogotowia Ratunkowego w miejscowości Janowice w Gminie Mełgiew, które stacjonuje teraz w podlubelskim Radawcu. Zakończenie budowy planowane jest na luty 2019.